# Hugo (ur. 2001)
Hugo Gonçalves Ferreira Neto (ur. 20 września 2001 w João Pessoa) – brazylijski piłkarz występujący na pozycji lewego obrońcy, od 2020 roku zawodnik Botafogo.